# Соланін (манґа)
Соланін (яп. ソラニン, латиніз.: Soranin, дос. «Соланін») — манґа, яку написав і проілюстрував Ініо Асано. Виходила в журналі Shogakukan Weekly Young Sunday з 2005 по 2006 роки. Пізніше манґа була адаптована в художньому фільмі режисера Такахіро Мікі за участі Аой Міядзакі в головній ролі. Фільм стартував в Японії у квітні 2010 року. Того ж року гуртом Asian Kung-Fu Generation вийшов сингл «Solanin» на слова Ініо Асано. Пісня звучала зокрема у фільмі. Внаслідок успіху в жовтні видавництво Shogakukan опублікувало в комплекті з новим японським виданням нову главу-епілог.

## Сюжет
Мейко і Танеда закінчили університет два роки тому. Не маючи реальних цілей і напряму, вони крокують у суспільство, не знаючи, куди йти. Мейко працює офіс-менеджером, щоб платити за квартиру, а Танеда — ілюстратором у видавництві, заробляючи достатньо, щоб взяти на себе частину тягаря Мейко. Хоча Танеда часто зустрічається зі своїми одногрупниками з університету, щоб пограти джем, він все одно відчуває, що йому чогось бракує. Його колеги по гурту знають, чого саме: їм потрібно вийти на сцену, прорекламувати себе і дати можливість почути свої пісні ширшій аудиторії, про що вони мріють з моменту першої зустрічі в університетському «Клубі поп-музики».
Незадоволені ритмом «нормального» життя випускників, подружжя приймає два важливих рішення, які все змінюють: Мейко вирішує звільнитися з роботи, а Танеда — присвятити час написанню своєї першої пісні для гурту. Вирвавшись зі старої рутини, вони не знають, куди поведе їх нове життя. Поступово Мейко і Танеда починають усвідомлювати своє непередбачуване спільне майбутнє, але стається несподівана трагедія, яка назавжди змінює їхні життя і життя їхніх друзів.

## Медіа

### Манґа
Соланін написаний та проілюстрований Ініо Асано. Серійно виходила в журналі Weekly Young Sunday з 2005 по 2006 рік. Shogakukan опублікував два танкабона манґи з 5 грудня 2005 по 2 травня 2006 року. Об'єднане видання з кольоровими ілюстраціями та новим розділом епілогу вийшло у Shogakukan 30 жовтня 2017 року. У Північній Америці манґа ліцензована компанією Viz Media, яка здійснила випуск у вигляді одного тому 21 жовтня 2008. У Франції манґа ліцензована компанією Kana, у Польщі — компанією Hanami, а Тайвані — компанією Taiwan Tohan, що випустила два томи манґи у форматі танкобон між 23 червня 2005 року і 24 вересня 2006.
У 2023 році видавництво Nasha Idea анонсувало вихід українського видання манґи Соланін у двох томах. У жовтні 2023 вийшов перший том.

### Фільм
За манґою було знято художній фільм режисера Такахіро Мікі з Аой Міядзакі у головній жіночій ролі. У прокат вийшов у Японії 3 квітня 2010 року. У тому ж році гурт Asian Kung-Fu Generation випустив сингл «Solanin», слова якого написав автор манґи Ініо Асано. Гурт також виконав фінальну тему до фільму.

## Відгуки
Соланін здобув номіновану премію Вілла Ейзнера 2009 року за найкраще американське видання міжнародного матеріалу — Японія. Зокрема номінований і на премію Харві 2009 року за найкраще американське видання іноземного матеріалу. Деб Аокі із сайту About.com назвав Соланін найкращою новою односерійною мангою 2008 року поряд із «Щоденником зникнення».
Кетрін Дейсі з Pop Culture Shock критикує оформлення заднього плану манґи, кажучи, що вони виглядають «як діорами чи колажі». Деб Аокі з About.com хвалить манґу через те, що вона передає «роздратування і невизначеність життя молодої-дорослої людини з гумором і щемом». Грег Гакман з Mania.com похвалив автора за увагу до деталей, «особливо коли йдеться про міські ландшафти». Публічна бібліотека Шарлотти та округу Мекленбург Лоуренс Т. коментує манґу як «прийняття того, що пропонує життя».